# NS-Zwangsarbeit in Kiel
Die NS-Zwangsarbeit in Kiel ist ein wichtiger Bestandteil der Lokalgeschichte Kiels in der Zeit des Nationalsozialismus. Während des Zweiten Weltkriegs existierten bei der Stadt und deren unmittelbaren Umland eine große Anzahl von Lagern für Zwangsarbeiter, Kriegsgefangene und Häftlinge.

## Hintergrund
Die exakte Anzahl der Zwangsarbeitslager im Raume Kiel ist unklar. Hundert Zwangsarbeitslager werden im Anhang der Studie Der Fremdarbeitereinsatz in der Kieler Rüstungsindustrie 1939-1945 aufgeführt. Neun Lager wurden beispielsweise von den Deutschen Werken Kiel genutzt. Außerdem existierte das KZ-Außenlager Kiel des Konzentrationslagers Neuengamme.
Kieler Industriebetriebe waren im Maschinen-, Kessel-, Apparate- und Fahrzeugbau tätig. Der Ausländeranteil in diesem Wirtschaftszweig betrug in Kiel 16,7 %. Der Ausländeranteil im Arbeitsamtsbezirk Kiel lag insgesamt bei 21,6 %. Allein für die Germaniawerft waren mehr als 1000 Zwangsarbeiter tätig und etwa 1200 Deportierte aus besetzten Ländern und KZ-Häftlinge wurden beim Bau des U-Boot-Bunkers Kilian eingesetzt. 1944 wurden in Kiel allein über 10.000 „Ostarbeiter“ eingesetzt.